# Epidendrum bambusaceum
Epidendrum bambusaceum är en orkidéart som beskrevs av Rudolf Schlechter. Epidendrum bambusaceum ingår i släktet Epidendrum och familjen orkidéer.
Artens utbredningsområde är Peru. Inga underarter finns listade i Catalogue of Life.